# Skandiahuset, Mynttorget

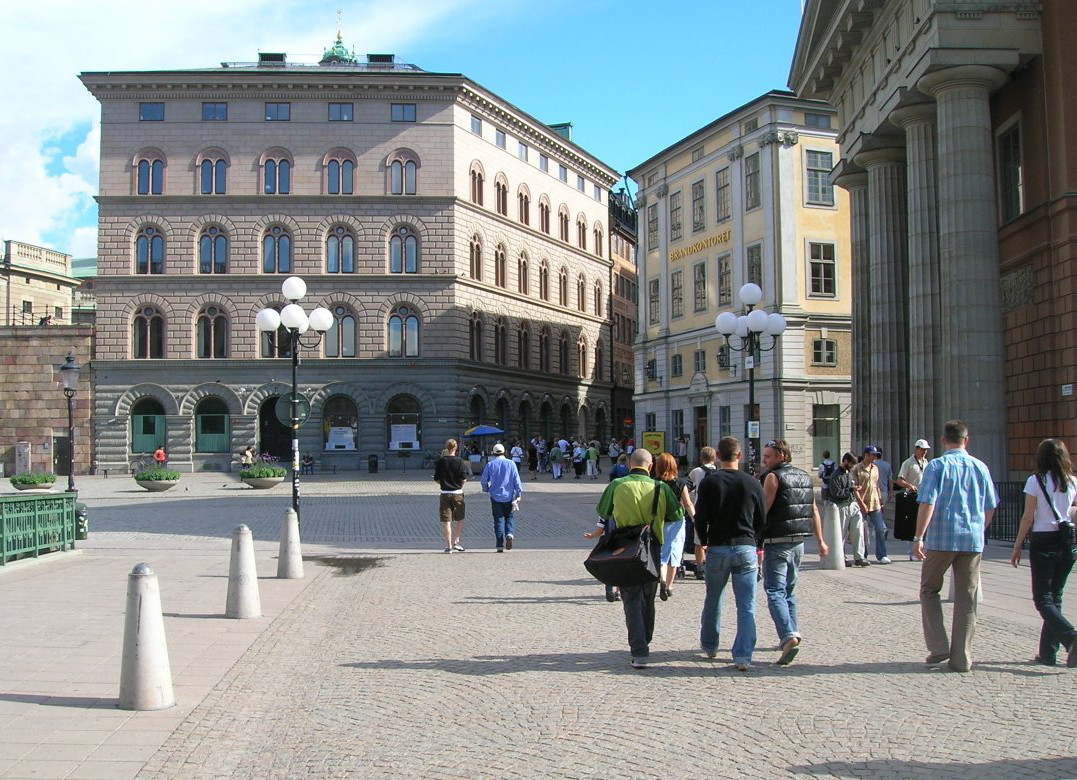
Skandiahuset mot Mynttorget 2005.

Skandiahuset är en byggnad i kvarteret Neptunus större vid Mynttorget hörnet Västerlånggatan i Gamla stan i Stockholm, mellan Västerlånggatan och Högvaktsterrassen. Huset restes 1887–1888 av försäkrings AB Skandia i florentinsk stil och ritades av Magnus Isaeus och Carl Sandahl. Skandiahuset är sedan 1972 byggnadsminnesmärkt.

## Historik

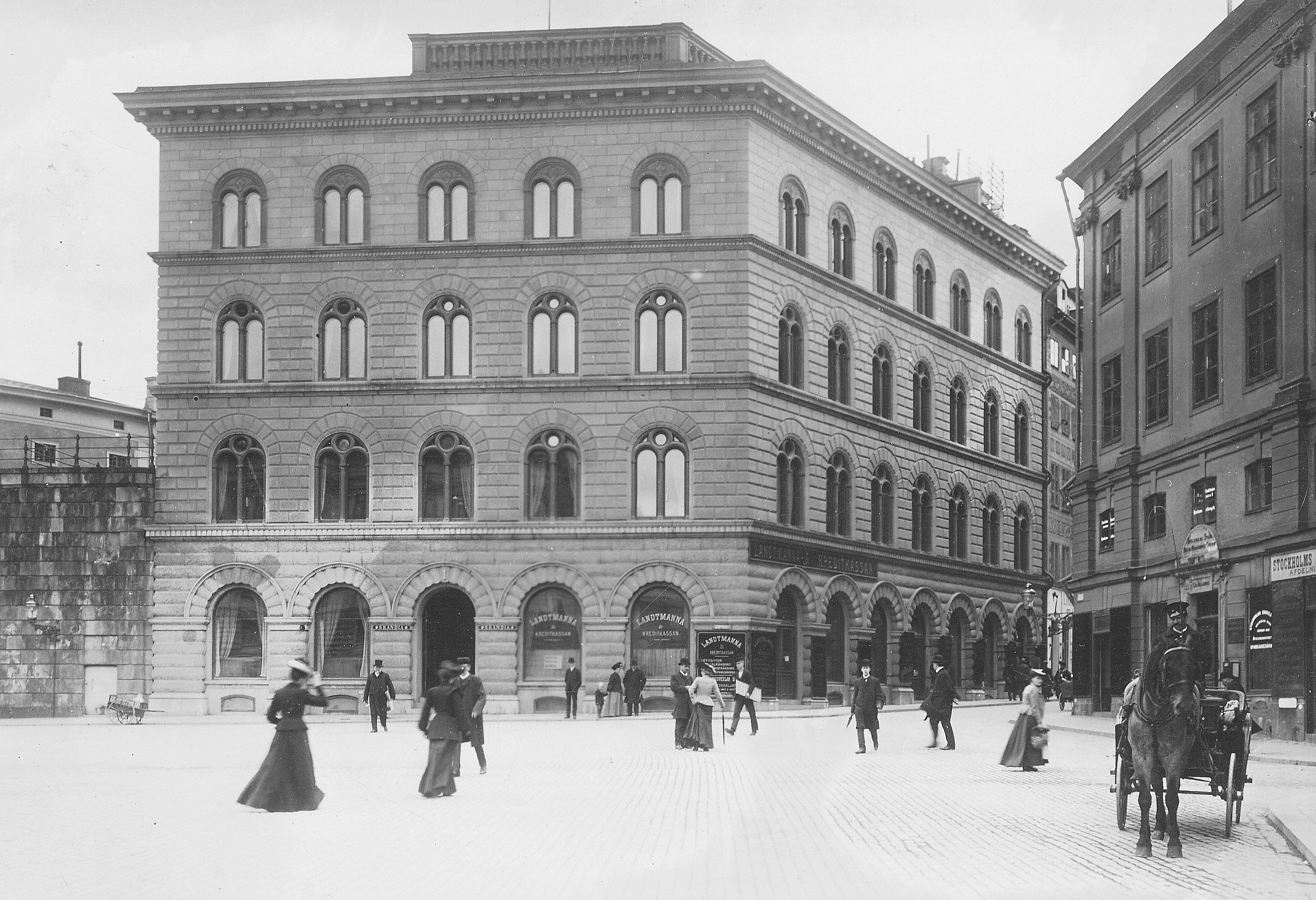
Skandiahuset mot Mynttorget, 1900.

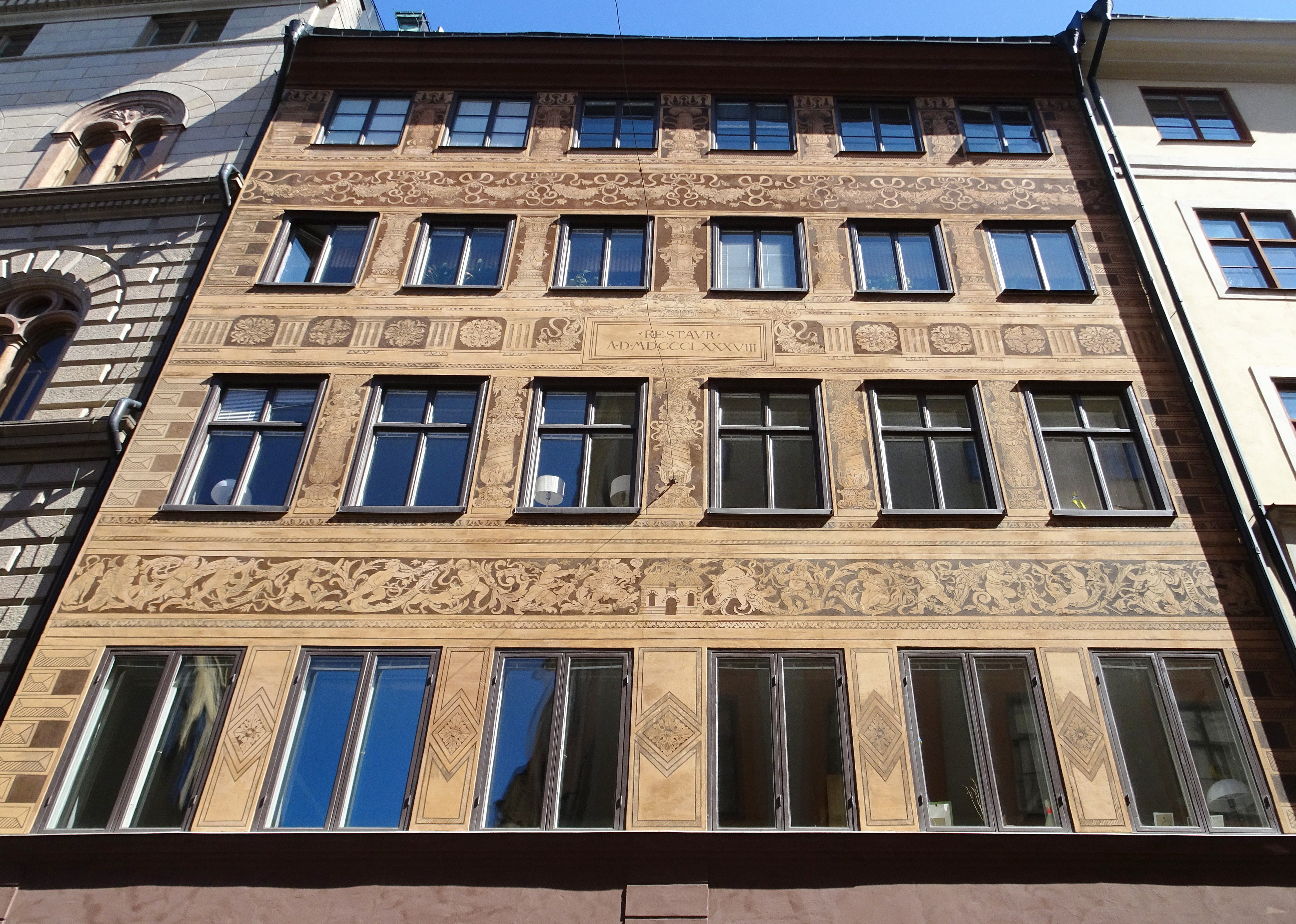
Västerlånggatan 7, augusti 2020.

Skandia grundades 1855 som första försäkringsbolag i sitt slag i Sverige av sekreteraren vid den kungliga justitieexpeditionen Carl Gustaf von Koch. Man hade samtidigt inhandlat det Lilla Wrangelska Huset vid Mynttorget där man inredde kontor i en lägenhet om fem rum på den andra våningen. Verksamheten expanderade snabbt och trots att man snart tagit hela fastigheten samt ett intilliggande hus i besittning så var lokalbristen fortfarande påtaglig. 1886 fattades beslutet att uppföra ett nytt kontorshus på bolagshusens tomter varvid en arkitekttävling utlystes. I tävlingen, i vilken för övrigt den unge arkitekten Ferdinand Boberg deltog, kunde dock ingen vinnare koras och styrelsen vände sig istället till arkitekterna Magnus Isaeus och Carl Sandahl.
Sandahl och Skandias direktör Elis Fischer begav sig därefter på bolagets bekostnad ut på en studieresa i Europa för att studera förebilder till det nya huset. Isaeus och Sandahl hade tidigare gjort sig kända för en rad spektakulära byggnader som uppförts i Stockholm under 1880-talet, bland annat Norstedtshuset, Jacob Mindre 4 och Sturebadet. Skandiahuset som restes 1887-1888 kom att bli minst lika spektakulärt. Huset kan ses som epokgörande som det första privata hus med fasader helt i natursten (tidigare föregått endast av Nationalmuseum och Engelska kyrkan, båda från 1860-talet). Som förebild för huset stod den florentinska 1400-talsarkitekturen i de italienska renässanspalatsen, framför allt Palazzo Strozzi. Byggnaden reste sig fyra våningar men var lika hög som dåtida femvåningshus. I fasadmaterialet användes så kallad stockholmsgranit i nedervåningen, och bohusgranit samt röd kinnekullekalksten i de övre våningarna.
Den spektakulära expeditionssalen sträckte sig genom två våningar och belystes av ett stort fönster mot yttre borggården. I bottenvåningen fanns butiker och källaren var inredd med förråd. Planen liknade således samtida bankhus, så som närliggande Storkyrkobrinken 7, men till skillnad mot detta innehöll Skandiahuset även två stora bostadslägenheter tre trappor upp.
Till den samtida uppmärksamheten bidrog även husets moderniteter. Byggnaden var försedd med ledningar för både gas och el samt vattenledningar och avlopp. I källaren fanns dessutom ett rum med koleldade värmepannor för centralvärme. Journalisten Claes Lundin skrev 1890 i sin huvudstadsskildring Nya Stockholm att "Skandiahuset är otvivelaktigt ett af Sveriges märkligare byggnader under hela århundradet."
Försäkringsbolaget kom under åren att ta allt större delar av huset i anspråk och bostadslägenheterna gjordes om till direktörsvåning 1909. Det växande bolaget förvärvade samtliga fastigheter i kvarteret utmed Västerlånggatan, bland annat Västerlånggatan 7 som 1888 fick en nyrenässansfasad med sgraffitodekoration ritad av Agi Lindegren. Skandia gjorde brandmursgenombrytningar för att förbinda de olika husdelarna. 1928 höjdes byggnaden mot Mynttorget en våning i en varsam tillbyggnad av Ivar Tengbom. Skandia lämnade mynttorget 1966 i och med fusionen med Thulebolagen och flyttade till Thulehuset på Sveavägen. Kvarteret köptes då av Byggnadsstyrelsen och kom att ge rum åt Utbildningsdepartementet. I dag bereder det plats för lokaler som nyttjas av Riksdagen. Sedan 1972 är kvarteret statligt byggnadsminne.